# Capanna Gnifetti
Die Capanna Giovanni Gnifetti, vereinzelt auch Rifugio Gnifetti, ist eine bewirtschaftete alpine Berghütte an der Südseite des Monte-Rosa-Massivs der Walliser Alpen auf einer Höhe von 3647 m s.l.m. und gehört zur italienischen  Region Aostatal.

## Allgemeines
Die Gnifetti-Hütte, auf einem Felsrücken zwischen dem Garstelet-Gletscher und dem Lysgletscher gelegen, ist direkter Ausgangspunkt für eintägige Besteigungen der höchsten Gipfel des Monte-Rosa-Massivs, wie z. B. Vincent-Pyramide (4215 m), Zumsteinspitze (4563 m), Parrotspitze (4434 m) oder Signalkuppe (4554 m).
Die Hütte wurde im Jahr 1876 errichtet und bis zur heutigen Zeit vielfach umgebaut und erweitert. Die Hütte ist im Besitz der Sektion Varallo des Club Alpino Italiano (CAI), wird von Mitte März bis Anfang Mai sowie von Mitte Juni bis Mitte September bewirtschaftet und bietet in dieser Zeit 176 Bergsteigern Schlafplätze. In der restlichen Zeit des Jahres steht der Winterraum mit 14 Lagern offen.

## Zugänge
Man erreicht die Hütte vom Talort Alagna Valsesia mit der Seilbahn bis zum Passo dei Salati. Von dort aus führt der Wanderweg über den Stolemberg und die Punta Indren in ca. 2 Stunden über den Indrengletscher zum Rifugio.
Ein anderer Zugang verläuft von Gressoney im Lystal über Gabiet, am Hochlicht vorbei zum Rifugio Città di Mantova, von wo aus man die knapp 200 Meter höher gelegene Gnifetti-Hütte bereits sehen kann.